# Alta Gracia
Alta Gracia is een plaats in het Argentijnse bestuurlijke gebied Departamento Santa María in de provincie Córdoba. De plaats telt 42.538 inwoners.

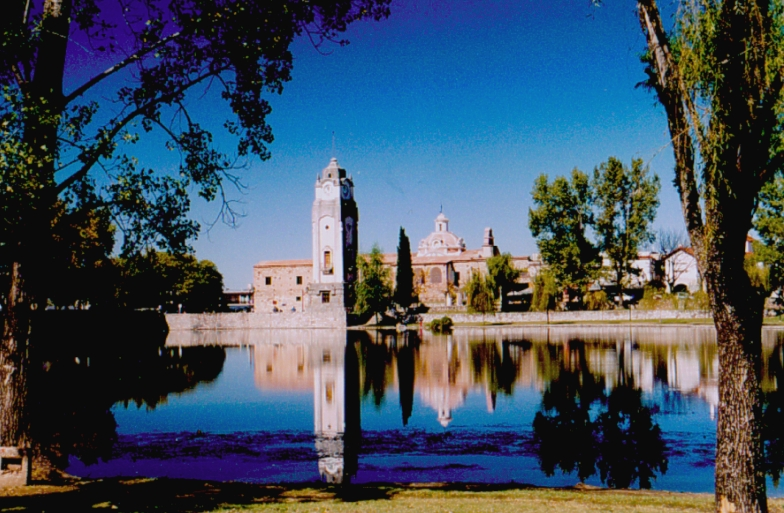
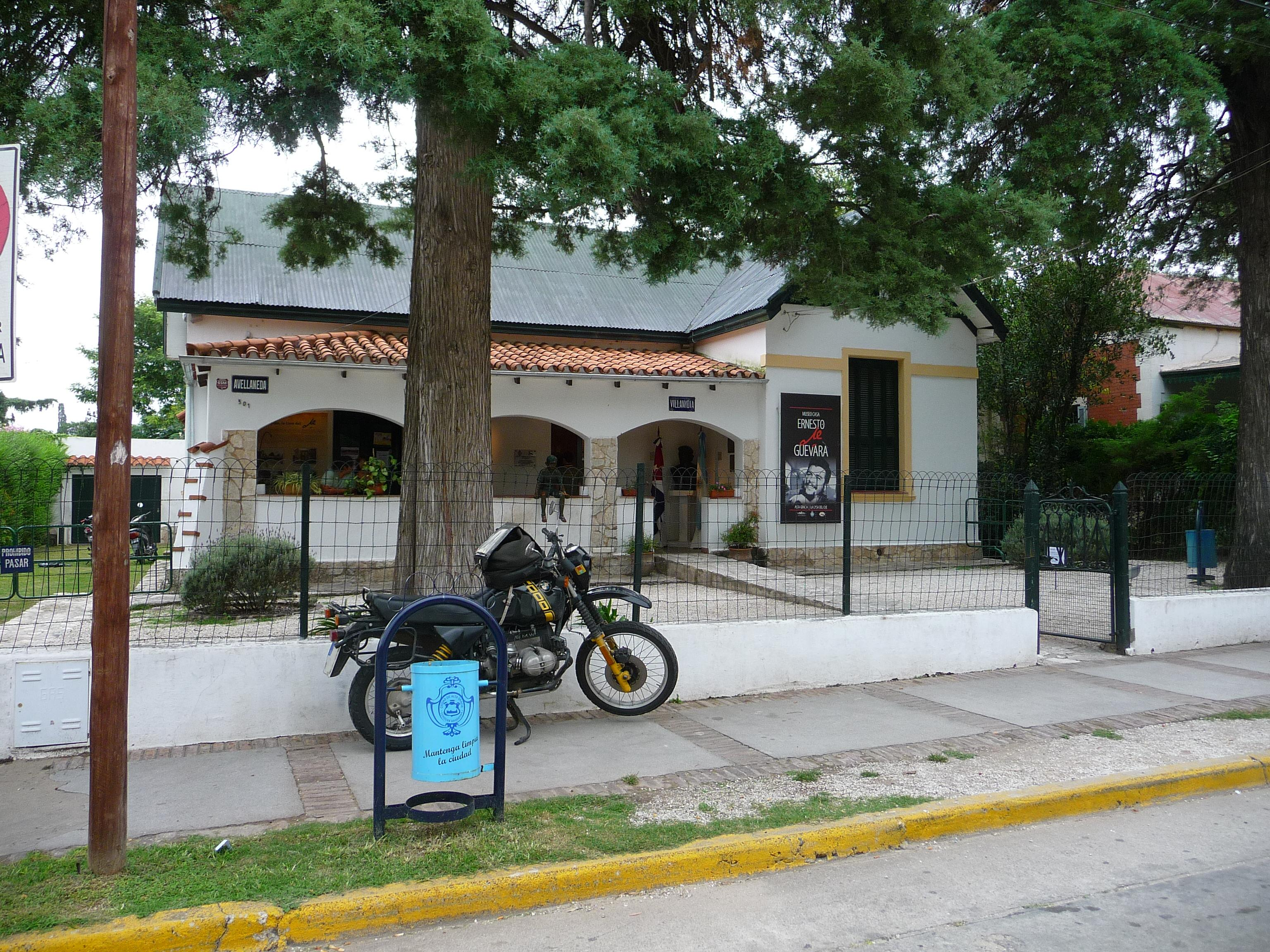
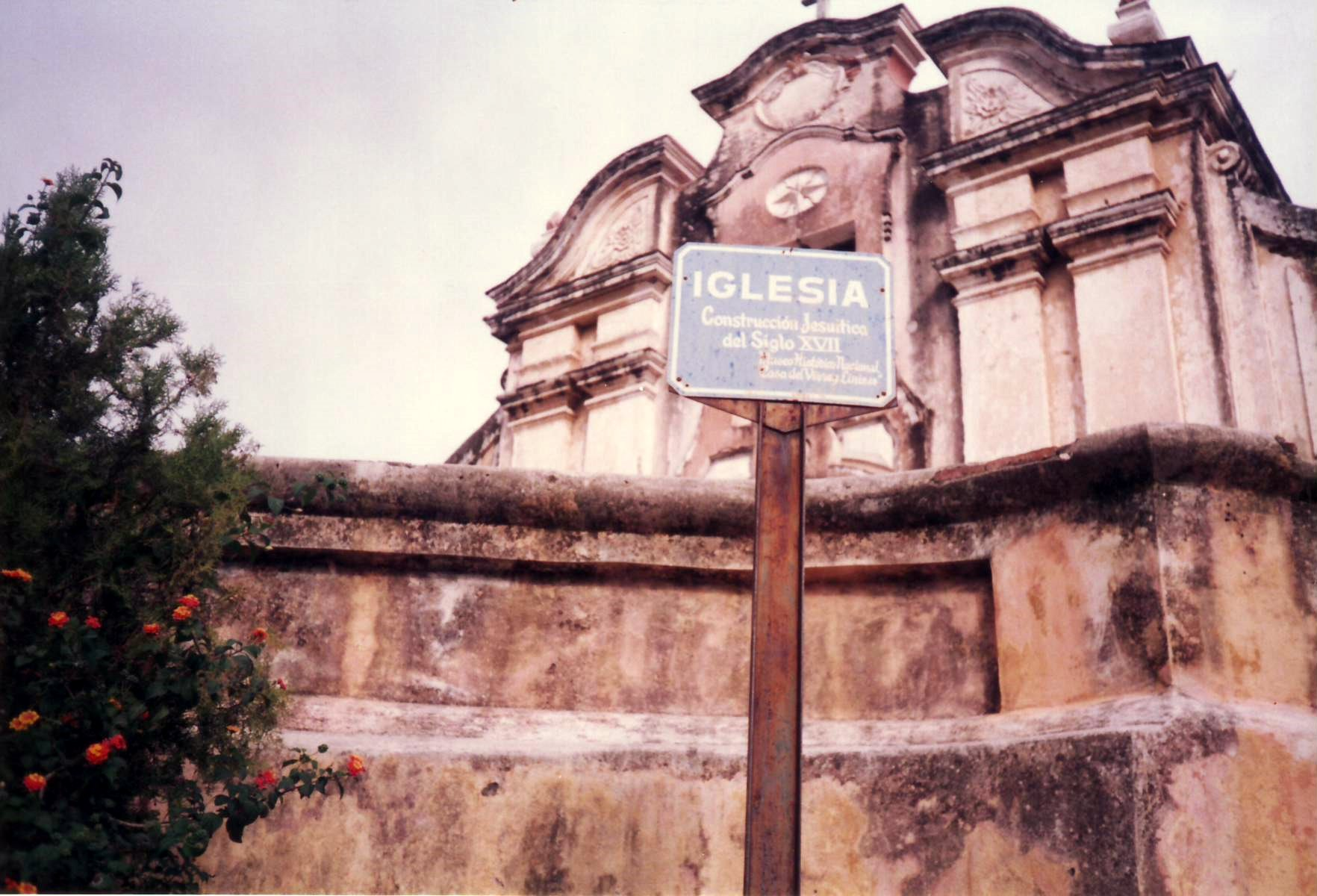
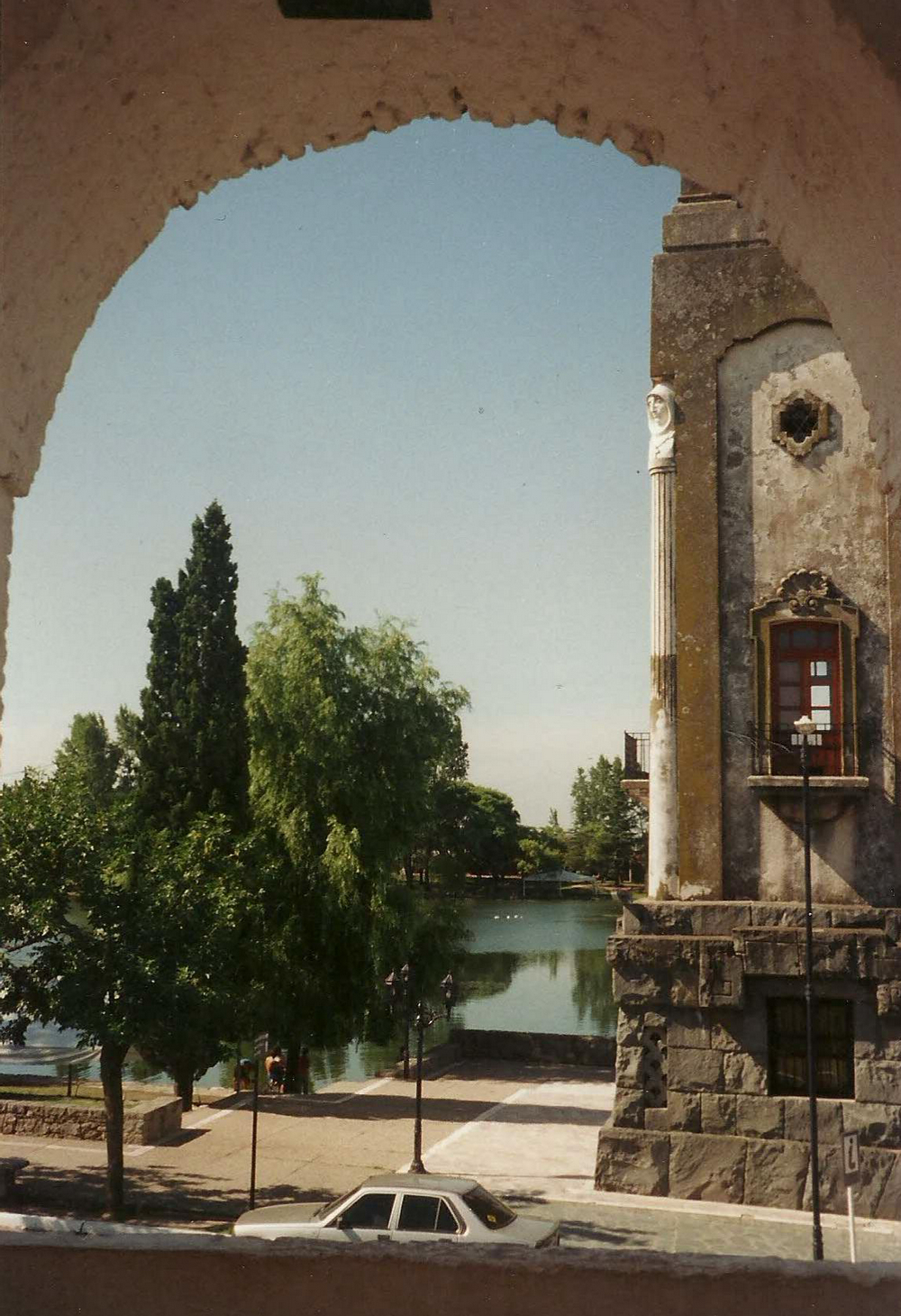
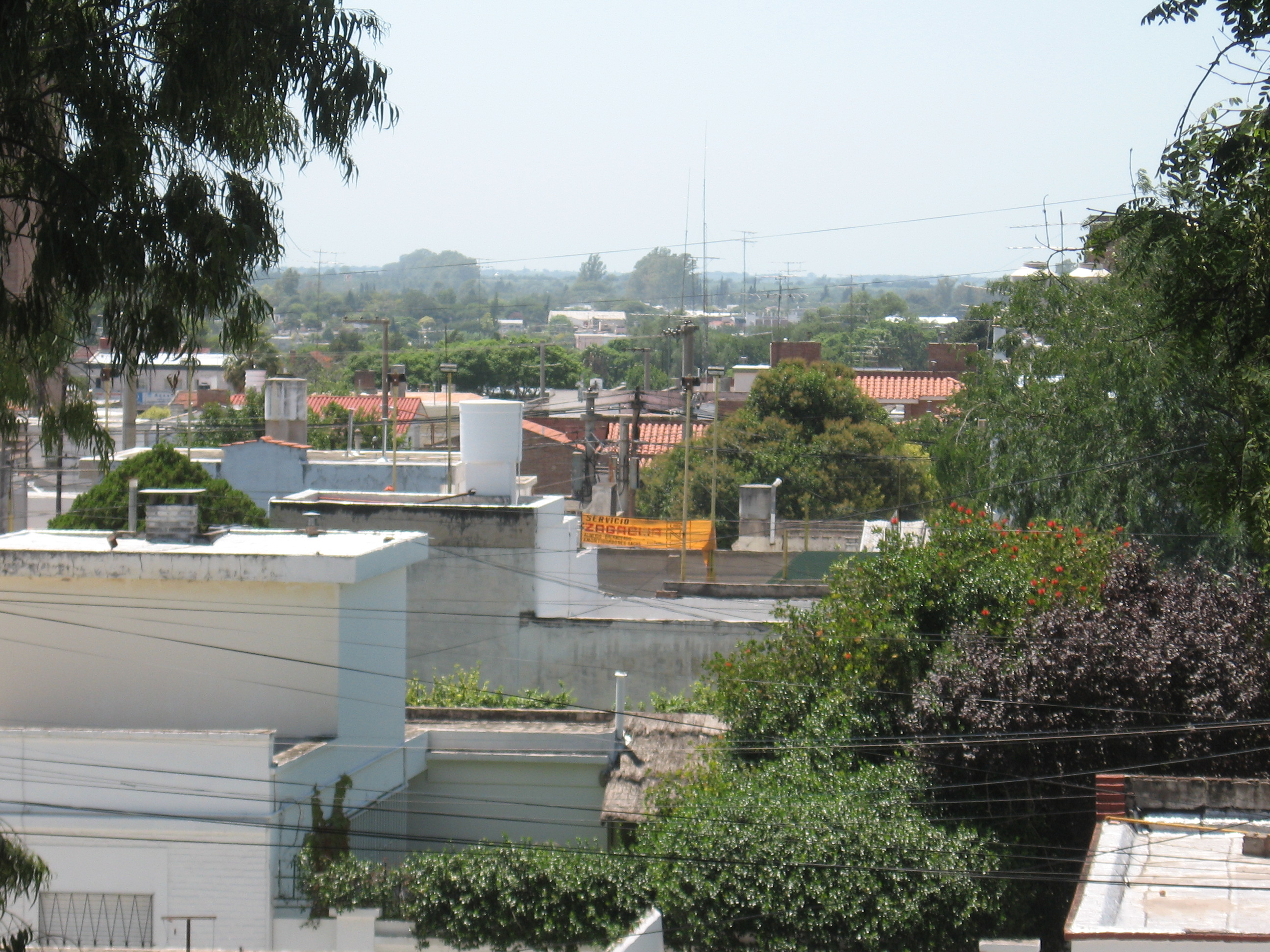